# Campionati del mondo di aquathlon del 2016
I Campionati del mondo di aquathlon del 2016 (XIX edizione) si sono tenuti a Cozumel in Messico, in data 14 settembre 2016.
Tra gli uomini ha vinto il britannico Alistair Brownlee, mentre tra le donne ha vinto la russa Mariya Shorets.
La gara junior ha visto trionfare il polacco Michał Oliwa e l'australiana Elle Leahy.
Il titolo di Campione del mondo di aquathlon della categoria under 23 è andato allo svedese Jonas Schomburg. Tra le donne si è aggiudicata il titolo di Campionessa del mondo di aquathlon della categoria under 23 la russa Anastasia Gorbunova.

## Risultati

### Élite uomini
| Pos. | Pos.                   | Paese       | Corsa    | Nuoto    | Corsa    | Totale   |
| ---- | ---------------------- | ----------- | -------- | -------- | -------- | -------- |
|      | Alistair Brownlee      | Regno Unito | 00:06:53 | 00:12:30 | 00:07:53 | 00:28:58 |
|      | Richard Varga          | Slovacchia  | 00:07:26 | 00:11:55 | 00:08:03 | 00:29:03 |
|      | Tommy Zaferes          | Stati Uniti | 00:07:10 | 00:12:16 | 00:08:13 | 00:29:18 |
| 4    | Dmitry Polyanskiy      | Russia      | 00:07:06 | 00:12:31 | 00:08:04 | 00:29:26 |
| 5    | Steffen Justus         | Germania    | 00:07:07 | 00:12:29 | 00:08:20 | 00:29:41 |
| 6    | Crisanto Grajales      | Messico     | 00:06:54 | 00:13:03 | 00:08:10 | 00:29:48 |
| 7    | Michał Oliwa           | Polonia     | 00:07:26 | 00:12:01 | 00:08:38 | 00:29:48 |
| 8    | Igor Polyanskiy        | Russia      | 00:07:19 | 00:12:07 | 00:08:39 | 00:29:50 |
| 9    | Jonas Schomburg        | ITU         | 00:07:12 | 00:12:39 | 00:08:24 | 00:30:00 |
| 10   | Rodrigo Gonzalez       | Messico     | 00:07:20 | 00:13:23 | 00:08:10 | 00:30:31 |
| 11   | Alexis Kardes          | Francia     | 00:07:21 | 00:13:22 | 00:08:17 | 00:30:45 |
| 12   | Matheus Diniz          | Brasile     | 00:07:21 | 00:13:19 | 00:08:37 | 00:31:02 |
| 13   | Richard Allen          | Regno Unito | 00:07:04 | 00:13:01 | 00:09:09 | 00:31:06 |
| 14   | Stefan Zachaeus        | Lussemburgo | 00:07:12 | 00:13:30 | 00:09:17 | 00:31:46 |
| 15   | Josh Izewski           | Stati Uniti | 00:07:10 | 00:13:43 | 00:09:48 | 00:32:22 |
| 16   | Jose Gabriel Solorzano | Venezuela   | 00:07:22 | 00:14:49 | 00:09:01 | 00:33:04 |
| 17   | Leong Tim Law          | Hong Kong   | 00:07:59 | 00:13:36 | 00:09:33 | 00:33:09 |
| 18   | Khaled Essam           | Egitto      | 00:08:05 | 00:13:53 | 00:09:08 | 00:33:17 |
| 19   | Eduardo Beretta        | Brasile     | 00:08:01 | 00:14:13 | 00:09:19 | 00:33:27 |
| 20   | Nathan Breen           | Australia   | 00:07:45 | 00:14:25 | 00:10:14 | 00:34:19 |
| 21   | Chin Wa Wong           | Macao       | 00:08:19 | 00:15:52 | 00:09:40 | 00:35:44 |
| 22   | Paolo Guerrero         | Ecuador     | 00:08:16 | 00:15:45 | 00:10:51 | 00:36:56 |
| 23   | Mohamed Elsaied        | Egitto      | 00:08:18 | 00:15:59 | 00:10:18 | 00:37:34 |

### Élite donne
| Pos. | Pos.                 | Paese      | Corsa    | Nuoto    | Corsa    | Totale   |
| ---- | -------------------- | ---------- | -------- | -------- | -------- | -------- |
|      | Mariya Shorets       | Russia     | 00:08:26 | 00:13:57 | 00:08:58 | 00:33:12 |
|      | Anastasia Abrosimova | Russia     | 00:08:30 | 00:13:46 | 00:09:50 | 00:34:09 |
|      | Valentina Zapatrina  | Russia     | 00:08:41 | 00:13:37 | 00:09:56 | 00:34:16 |
| 4    | Long Hoi             | Macao      | 00:08:38 | 00:14:21 | 00:09:24 | 00:34:20 |
| 5    | Anastasia Gorbunova  | Russia     | 00:08:44 | 00:13:28 | 00:10:11 | 00:34:39 |
| 6    | Elle Leahy           | Australia  | 00:08:53 | 00:13:59 | 00:09:55 | 00:34:41 |
| 7    | Simona Simunkova     | Rep. Ceca  | 00:08:50 | 00:14:09 | 00:09:55 | 00:34:56 |
| 8    | Severine Bouchez     | Canada     | 00:08:30 | 00:14:48 | 00:09:52 | 00:35:11 |
| 9    | Anastasia Shorets    | Russia     | 00:09:02 | 00:13:55 | 00:10:16 | 00:35:19 |
| 10   | Ivana Kuriackova     | Slovacchia | 00:08:49 | 00:14:41 | 00:10:36 | 00:36:23 |
| 11   | Ekaterina Matiukh    | Russia     | 00:08:40 | 00:15:04 | 00:11:10 | 00:37:03 |

### Junior uomini
| Pos. | Pos.                   | Paese     | Corsa    | Nuoto    | Corsa    | Totale   |
| ---- | ---------------------- | --------- | -------- | -------- | -------- | -------- |
|      | Michał Oliwa           | Polonia   | 00:07:26 | 00:12:01 | 00:08:38 | 00:29:48 |
|      | Alexis Kardes          | Francia   | 00:07:21 | 00:13:22 | 00:08:17 | 00:30:45 |
|      | Jose Gabriel Solorzano | Venezuela | 00:07:22 | 00:14:49 | 00:09:01 | 00:33:04 |
| 4    | Nathan Breen           | Australia | 00:07:45 | 00:14:25 | 00:10:14 | 00:34:19 |
| 5    | Chin Wa Wong           | Macao     | 00:08:19 | 00:15:52 | 00:09:40 | 00:35:44 |

### Junior donne
| Pos. | Pos.              | Paese     | Corsa    | Nuoto    | Corsa    | Totale   |
| ---- | ----------------- | --------- | -------- | -------- | -------- | -------- |
|      | Elle Leahy        | Australia | 00:08:53 | 00:13:59 | 00:09:55 | 00:34:41 |
|      | Simona Simunkova  | Rep. Ceca | 00:08:50 | 00:14:09 | 00:09:55 | 00:34:56 |
|      | Anastasia Shorets | Russia    | 00:09:02 | 00:13:55 | 00:10:16 | 00:35:19 |
| 4    | Ekaterina Matiukh | Russia    | 00:08:40 | 00:15:04 | 00:11:10 | 00:37:03 |

### Under 23 uomini
| Pos. | Atleta          | Paese       | Corsa    | Nuoto    | Corsa    | Totale   |
| ---- | --------------- | ----------- | -------- | -------- | -------- | -------- |
|      | Jonas Schomburg | Svezia      | 00:07:12 | 00:12:39 | 00:08:24 | 00:30:00 |
|      | Richard Allen   | Regno Unito | 00:07:04 | 00:13:01 | 00:09:09 | 00:31:06 |
|      | Leong Tim Law   | Hong Kong   | 00:07:59 | 00:13:36 | 00:09:33 | 00:33:09 |
| 4    | Khaled Essam    | Egitto      | 00:08:05 | 00:13:53 | 00:09:08 | 00:33:17 |
| 5    | Paolo Guerrero  | Ecuador     | 00:08:16 | 00:15:45 | 00:10:51 | 00:36:56 |
| 6    | Mohamed Elsaied | Egitto      | 00:08:18 | 00:15:59 | 00:10:18 | 00:37:34 |

### Under 23 donne
| Pos. | Atleta              | Paese      | Corsa    | Nuoto    | Corsa    | Totale   |
| ---- | ------------------- | ---------- | -------- | -------- | -------- | -------- |
|      | Anastasia Gorbunova | Russia     | 00:08:44 | 00:13:28 | 00:10:11 | 00:34:39 |
|      | Severine Bouchez    | Canada     | 00:08:30 | 00:14:48 | 00:09:52 | 00:35:11 |
|      | Ivana Kuriackova    | Slovacchia | 00:08:49 | 00:14:41 | 00:10:36 | 00:36:23 |